# داستان مصور

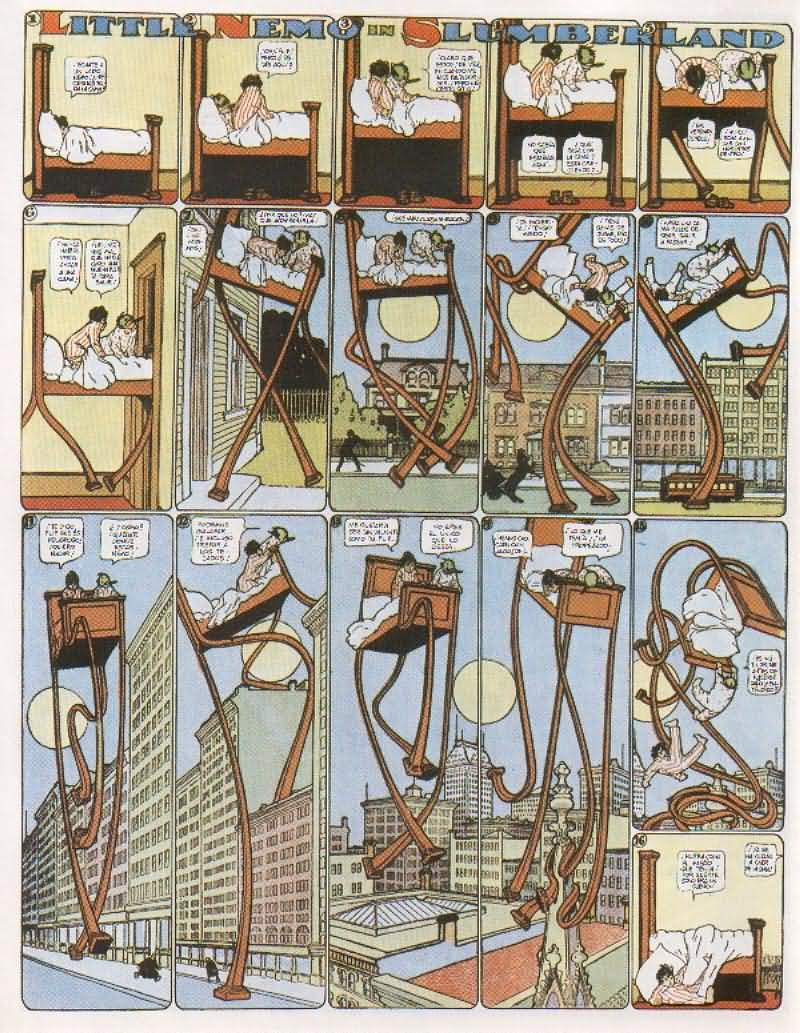
نمونه‌ای از داستان مصور

داستان مصور یا پی‌نما یا کُمیک‌استریپ (به انگلیسی: Comic Strip) نقاشی، یا مجموعه‌ای از نقاشی‌های دنباله‌دار است که ماجرایی را روایت می‌کند. کمیک معمولاً توسط یک تیم دونفره که یکی داستان را می‌نویسد و دیگری تصویرگری و جوهر زنی می‌کند، ساخته می‌شود.
«کمیک‌استریپ، همان هنر متوالی است.» ویل آیزنر، کارتونیست.

## پیشینه
شرح روایت و بیان ماجراها به زبان تصویر و گاه با بهره‌گیری از دیالوگ‌ها، به زمان مصر باستان برمی‌گردد. اگرچه داستان‌های مصور به شکل کنونی آن نخستین بار در اروپا شکل گرفتند. در سده ۱۸ میلادی، از طریق داستان‌های مصور، به شکلی «هجوآمیز» از ولنگاری جنسی و فساد در دودمان بوربون، انتقاد می‌شد. نخستین کمیک‌های آمریکایی در سده بیستم میلادی شکل گرفتند.
اولین کتاب کمیک بر اساس مجموعه‌ای از کمیک استریپ‌های روزنامه‌ای شکل گرفت. اما به مرور استقبال عموم مردم از قهرمانان خلق‌شده در داستان‌های مصور، ‌ تا جایی رسید که دست‌اندرکاران صنعت سینما، به فکر خلق این شخصیت‌ها در دنیای تصاویر متحرک افتادند. این هنر نوظهور، به سرعت در سرتاسر جهان اشاعه پیدا کرد و هنرمندان بزرگی در نقاط مختلف دنیا، به تولید کمیک‌استریپ پرداختند. 

### اولین‌ها

ماجراهای تَن‌تَن و میلو، از معروف‌ترین داستان‌های مصور است که تاکنون به بیش از ۷۰ زبان ترجمه شده‌است.

همان‌طور که از نام کُمیک بر می‌آید، محتوای آن اساساً مطلب خنده‌دار است، اولین کمیک استریپ‌هایی که در دههٔ ۱۹۳۰ پا به‌عرصهٔ وجود گذاشتند، شامل ماجراهای خنده‌دار و ماجراجویانهٔ قهرمانانی چون باک راجرز، تارزان و ماجراهای تن‌تن بود. البته قرار گرفتن نام کمیک مربوط به تاریخچهٔ آن است. اکنون با وجود تغییرات عمده‌ای که در نوع طراحی، موضوع، کمپوزیسیون، انتخاب زاویهٔ دید و دیگر المان‌های کمیک به وجود آمده و این هنر روایتگر را بسیار متفاوت از گذشتهٔ خود کرده، هنوز نام کمیک روی آن باقی مانده‌است. درحالی که مایهٔ طنز تنها در شاخهٔ خاصی از این هنر به کار گرفته می‌شود.

## در ایران
داستان‌های مصور به زبان فارسی تا دههٔ ۱۳۴۰ خورشیدی رایج نبودند. در این سال‌ها مجلهٔ کیهان بچه‌ها (از مجموعهٔ نشریات مؤسسهٔ کیهان) شروع به انتشار داستان‌های مصور کرد. در سال های۱۳۵۰ تا ۱۳۵۶ انتشارت یونیورسال، به مدیریت ماردیک بوغوسیان، سیزده عنوان از ماجراهای تن‌تن و میلو را به ترجمهٔ خسرو سمیعی به چاپ رساند. در سال ۱۳۵۵ انتشارت یونیورسال کتاب «عظمت بازیافته» را با تصویرگری طراحی بلژیکی به نام دینو آتاناسیو منتشر کرد. این کتاب اثری تبلیغاتی بود که تاریخ معاصر ایران را بنا بر روایت رسمی حکومت وقت بیان می‌کرد. در همین سال نخستین داستان مصور ایرانی با عنوان رستم و اسفندیار با تصویرگری سیروس راد توسط کانون پرورش فکری کودکان و نوجوانان منتشر شد.
در سال ۱۳۹۳ خورشیدی، داستان مصور آبی گرم‌ترین رنگ است در پاریس به زبان فارسی منتشر شد. این نخستین ترجمه فارسی یک داستان مصور همجنس‌گرایانه به زبان فارسی بود.

## انواع

### کمیک روزنامه‌ای
این نوع از کمیک‌ها، در روزنامه‌ها منتشر می‌شوند، معمولاً دارای اسلایدهای کم هستند و دنباله‌دار نیستند، از معروف‌ترین کمیک‌های روزنامه‌ای می‌توان:
- گارفیلد
- فانتوم

و در ایران می‌توان به کمیک‌های چلچراغ ، همشهری جوان ،کیهان بچه ها ، مجلۀ دانستنیها ودوست اشاره کرد.

### کمیک مجله‌ای
این دسته از کمیک‌ها، هر هفته/ماه/روز منتشر می‌شوند، معمولاً تعداد صفحه‌های معقولی در حدود ۲۰، ۳۰ یا ۴۰ دارند و در دو یا سه شماره به پایان می‌رسند. از میان ناشران کمیک استریپ معروف در جهان می‌توان به:
- مارول کامیکس؛
- دی‌سی کامیکس؛
- دارک هورس کامیکس؛
- تاپ کو کمیکز؛
- ایمیج کمیکز؛
- IDW کمیک؛

و در ایران:
- مجله گل آقا؛
- ماهنامه کمیک استریپ؛

اشاره کرد.

## کمیک‌های خودزندگی‌نامه‌ای
برخی از انواع کمیک‌ها برگرفته از رخدادهای واقعی زندگی تصویرگر آن است که به آن‌ها کمیک خودزندگی‌نامه‌ای گفته می‌شود. ریشه‌ی کمیک‌های خودزندگی‌نامه‌ای را به‌طور معمول در «اعتراف‌نامه‌های» زیرزمینی جنبش کمیکس آمریکا ردیابی می‌کنند و سال ۱۹۷۲ را تاریخ تولد احتمالی این ژانر می‌دانند، سالی که رابرت کِرام کمیکی با عنوان «اعترافات رابرت کرام» (The confessions of robert crumb) نوشت.

## کمیک اقتباس شده از فیلم‌ها
در این نوع کمیک‌ها از متن اصلی فیلم نامه و طراحی صحنهٔ فیلم استفاده می‌شود. برای این نوع کمیک‌ها می‌توان به کمیک جانگوی رها شده ساختهٔ کوئنتین تارانتینو و هفت ساختهٔ دیوید فینچر اشاره کرد.

## تأثیرات جامعه‌شناختی
اساساً کمیک‌ها در همان ابتدای دوران حیات وجودی خود به مقاصد اجتماعی یا سیاسی می‌پرداختند. از ارزش‌های محافظه‌کارانهٔ کمیک آنی اورفان کوچولو گرفته تا مفاهیم افسارگسیختهٔ آزادی خواهانه کمیک دونزبری. کمیک استریپ پوگو با استفاده از شخصیت‌های حیوانی، خشونت را به تصویر کشید و بسیاری از سیاست‌مداران دوران را به حیواناتی مشابه چهره‌شان نسبت داد. در حرکتی دلاورانه، والت کلی تصویرگر کمیک پوگو، جوزف مک کارتی را در دههٔ ۵۰ به شکل گربه‌ای وحشی کشید، گربه‌ای به نام جی. ملارکی.